# Kamnaskires II Nikephoros
Kamnaskires II, soprannominato «Nikephoros», «il portatore di vittoria» (fl. 147–139 a.C.), fu un re di Elimaide conosciuto solo attraverso le sue monete, che regnò dal 147 al 139 a.C. circa.
Intorno al 150 a.C., l'impero seleucide si disintegrò e in diversi luoghi i governatori locali divennero indipendenti e assunsero il titolo di «re» (basileus). Il primo re dell'Elimaide fu Kamnaskires I Soter («il Salvatore»), che regnò intorno al 147 a.C. Kamnaskires II Nikephoros regnò leggermente più tardi ed è possibile che sia da identificare con Kamnaskires Soter e che abbia cambiato il suo epiteto nel corso del suo regno.
Dai diari astronomici di Babilonia si sa che Kamnaskires II vagò per Babilonia saccheggiandola nel 145 a.C. Secondo questa fonte, un contrattacco seleucide ebbe luogo nel giugno/luglio 144 a.C.
Nel 140 a.C., Kamnaskires II accettò la sovranità partica. Tuttavia, non molto tempo dopo, Kamnaskires II aiutò il sovrano seleucide Demetrio II Nicatore contro il monarca partico Mitridate I (171–132 a.C.). Demetrio fu infine sconfitto e catturato dai Parti; Mitridate I punì allora gli Elimaidi per aver aiutato i Seleucidi: invase nuovamente la regione e catturò due delle loro principali città.
Le sue monete hanno leggende greche e seguono i modelli seleucidi. Mostrano un giovane uomo senza barba sul dritto e un giovane dio, forse Apollo, sul rovescio. Più rare sono le monete con altri motivi sul rovescio, così si trova l'immagine di una dea (Artemide/Ishtar?), una testa di cavallo, un'ancora, un tripode, una cornucopia, un'aquila, archi e frecce o Nike.
Kamnaskires II è conosciuto principalmente dalla sua monetazione. L'estensione esatta del suo regno è sconosciuta, ma è stato suggerito che abbia regnato anche in Media, dato che le monete potrebbero essere state coniate a Ecbatana. Per un certo periodo governò anche Susa.